# Linda signaticornis
Linda signaticornis là một loài bọ cánh cứng trong họ Cerambycidae.